# اظهر غليس (إب)

تعديل مصدري - تعديل

اظهر غليس محلة تابعة لقرية الفاش، التابعة لعزلة شعب يافع بمديرية إب إحدى مديريات محافظة إب في الجمهورية اليمنية.، بلغ تعداد سكانها 25 حسب تعداد اليمن لعام 2004.